# Festivali i Këngës 2021
Das 60. Festivali i Këngës (albanisch; „Festival des Liedes, Songfestival“) fand vom 27. bis 29. Dezember 2021 im Pallati i Kongreseve in Tirana statt. Das Musikfestival von Radio Televizioni Shqiptar (RTSH) war der albanische Vorentscheid für den Eurovision Song Contest 2022 in Turin (Italien). Ronela Hajati gewann den Wettbewerb mit ihrem Lied Sekret.

## Format

### Konzept
Am 5. Juli 2021 bestätigte RTSH Albaniens Teilnahme beim Eurovision Song Contest 2022 und kündigte gleichzeitig an, das Festivali i Këngës wieder als Vorentscheidung zu verwenden.
Am 7. Dezember wurde angekündigt, dass in der ersten Show alle 20 Beiträge vorgestellt werden sollen. Die zweite Show wird frühere Titel des Festivals zeigen und hauptsächlich die Geschichte des Wettbewerbs zeigen. Der Gewinner soll schlussendlich am dritten Abend, dem 29. Dezember verkündet werden. Die Regie wurde von Redi Trenu übernommen. Künstlerischer Leiter war wie in den Jahren zuvor, Elton Deda. Im Gegensatz zum vorherigen Jahr werden die Interpreten wieder vom RTSH Sinfonieorchester begleitet.

### Moderation
Anfang Dezember gab RTSH bekannt, dass das Festival gleich von fünf Personen moderiert wird. Ardit Gjebrea, welcher 1991 das Festival gewann, leitet als Hauptmoderator alle drei Shows. Hierbei wird er von Xhemi Shehu, Klevi Kadilli, Isli Islami und Jonida Maliqi, welche das Festival 2018 gewann, unterstützt.

### Beitragswahl
Vom 4. Juli 2021 bis zum 15. Oktober 2021 konnten Beiträge bei RTSH eingereicht werden. Am 3. Dezember 2021 wurden dann die 20 für den Wettbewerb ausgewählten Beiträge vorgestellt.

### Jury
Wie auch in den Jahren zuvor, wird eine Jury über den Gewinner des Wettbewerbs bestimmen. Die Jury besteht dieses Jahr aus folgenden Mitgliedern:
- Anxhela Peristeri (Gewinnerin des Wettbewerbs 2020)
- Agim Doçi (Texter der Siegerbeiträge 1988, 2003, 2008)
- Anxhela Faber
- Osman Mula (Komponist des Siegerbeitrages 1992)
- Rozana Radi
- Olsa Toqi (Komponistin und Texterin des Siegerbeitrages 2015)
- Olti Curri (Texter des Sieberbeitrages 2020)

## Teilnehmer

### Zurückkehrende Interpreten
Die Hälfte der teilnehmenden Interpreten nahm zumindest einmal vorher am Festival teil. Sajmir Çili nahm bereits 11 Mal am Wettbewerb teil.
| Interpret       | Vorherige Teilnahmen |
| --------------- | --- |
| Endri & Stefi   | 1994, 2008, 2009, 2011, 2017 |
| Evi Reci        | 2020 |
| Gjergj Kaçinari | 2020 |
| Janex           | 2012, 2013, 2014 (mit Enxhi Kumrija) |
| Kastro Zizo     | 2019, 2020 |
| Kelly           | 2009, 2012, 2014, 2018 |
| Mirud           | 2018, 2020 |
| Rezarta Smaja   | 2012, 2013, 2014, 2015 (mit Klodian Kaçani), 2016, 2017 (mit Luiz Ejlli)                                                                         |
| Sajmir Çili     | 1996 (mit Vikena Kamenica), 1997 (mit Eneda Tarifa), 1998 (mit Etleva Golemi), 1999, 2000, 2001 (mit Suela Kalaja), 2003, 2004, 2005, 2006, 2007 |

## Abende

### Erster Abend
Der erste Abend fand am 27. Dezember 2021 statt. Alle 20 Interpreten präsentierten ihre Beiträge, darunter 6 Interpreten in der Kategorie Newcomer. Von den 6 Interpreten in der Kategorie Newcomer qualifizierten sich 3 für das Finale.

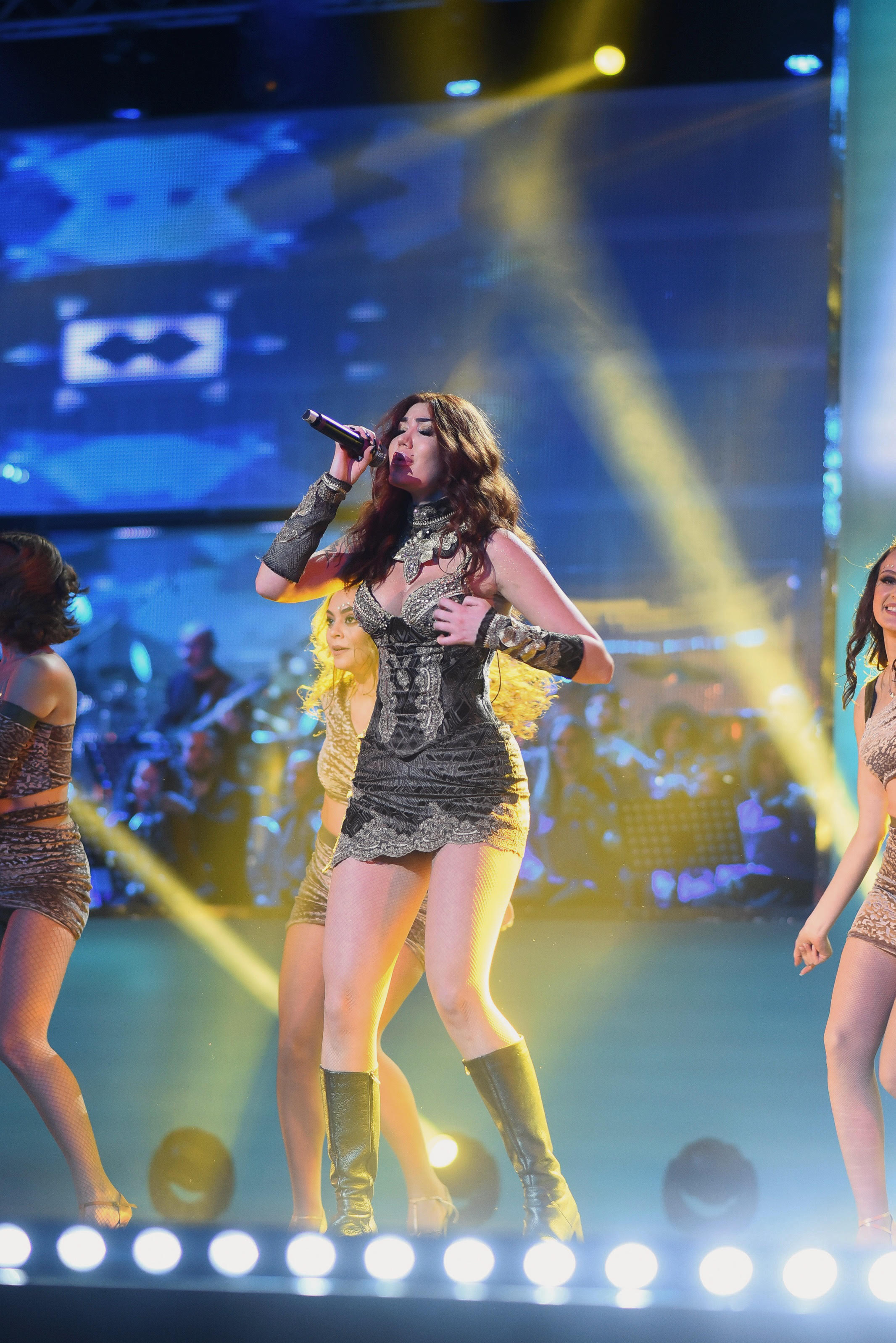
Olimpia Smajlaj trat als Teil der Newcomer auf.

| Startnr. | Interpret       | Lied Musik (M) und Text (T)                                  | Sprache             | Übersetzung (inoffiziell)    |
| -------- | --------------- | ------------------------------------------------------------ | ------------------- | ---------------------------- |
| 6        | Ester Zahiri    | Hiena M/T: Kledi Bahiti                                      | Albanisch           | Hyäne                        |
| 8        | Eldis Arrnjeti  | Refuzoj M: Bujar Daci; T: Eldis Arrnjeti                     | Albanisch           | Ich lehne ab                 |
| 11       | Olimpia Smajlaj | Dua M: Genti Lako; T: Olimpia Smajlaj                        | Albanisch           | Ich liebe                    |
| 1        | Kelly           | Meteor M/T: Kelly                                            | Albanisch           | Meteor                       |
| 2        | Mirud           | Për dreq M: Kledi Bahiti; T: Mirud                           | Albanisch           | Verdammt                     |
| 3        | Urban Band      | Padrejtësi M/T: Urban Band                                   | Albanisch           | Ungerechtigkeit              |
| 4        | Evi Reci        | Me duaj M: Flamur Shehu; T: Xhuljana Jorganxhi               | Albanisch           | Liebe mich                   |
| 5        | Kastro Zizo     | Kujë M/T: Kastro Zizo                                        | Albanisch           | Trauern                      |
| 12       | Shega           | Një M/T: Giorgio Fusco                                       | Albanisch           | Einer                        |
| 13       | Gjergj Kaçinari | Në ëndërr mbete ti M/T: Gjergj Kaçinari                      | Albanisch           | Du bleibst in Träumen        |
| 14       | Denis Skura     | Pse nuk flet, mama? M/T: Petrit Sinameti                     | Englisch, Albanisch | Warum redest du nicht, Mama? |
| 15       | Endri & Stefi   | Triumfi i jetës M: Jetmir Barbullushi; T: Zhuliana Jorganxhi | Albanisch           | Der Triumph des Lebens       |
| 16       | Janex           | Deluzional M/T: Janex                                        | Albanisch           | Krankhaft                    |
| 17       | Ronela Hajati   | Sekret M: Marko Polo; T: Ronela Hajati                       | Albanisch           | Geheimnis                    |
| 18       | Sajmir Çili     | Nën maskë M: Sajmir Çili; T: Pandi Laço                      | Albanisch           | Unter der Maske              |
| 19       | Rezarta Smaja   | E jemja nuse M/T: Shkodra Elektronike                        | Albanisch           | Die Braut von mir            |
| 20       | Alban Ramosaj   | Theje M: Marko Polo; T: Alban Ramosaj                        | Albanisch           | Zerkleinern                  |
| 7        | Viola Xhemali   | Eja si erë M: Sokol Marsi, Viola Xhemali; T: Sokol Marsi     | Albanisch           | Erscheine wie der Wind       |
| 9        | Kejsi Rustja    | Vallëzoj me ty M/T: Kejsi Rustja                             | Albanisch           | Tanze mit dir                |
| 10       | Xhuliana Pjetra | Baladë M: Enis Mullaj; T: Eriona Rushiti                     | Albanisch           | Ballade                      |

 Kandidat hat sich für das Finale qualifiziert.
 Kandidat ist bereits für das Finale qualifiziert.

### Zweiter Abend
Der zweite Abend fand am 28. Dezember 2021 statt. 17 Interpreten nahmen an diesem Abend teil, darunter 14 Interpreten in der Kategorie Big, die ihre Beiträge mit Teilnehmern aus früheren Editionen des Wettbewerbs präsentierten. Die 3 Interpreten aus der Kategorie Newcomer präsentierten ihre Lieder alleine.
| Startnr. | Interpret       | Ehemaliger Teilnehmer | Lied Musik (M) und Text (T)                                  | Sprache             | Übersetzung (inoffiziell)    |
| -------- | --------------- | --------------------- | ------------------------------------------------------------ | ------------------- | ---------------------------- |
| 1        | Evi Reci        | Liljana Kondakçi      | Me duaj M: Flamur Shehu; T: Xhuljana Jorganxhi               | Albanisch           | Liebe mich                   |
| 2        | Denis Skura     | Bashkim Alibali       | Pse nuk flet, mama? M/T: Petrit Sinameti                     | Englisch, Albanisch | Warum redest du nicht, Mama? |
| 3        | Rezarta Smaja   | Irma Libohova         | E jemja nuse M/T: Shkodra Elektronike                        | Albanisch           | Die Braut von mir            |
| 4        | Ester Zahiri    | —                     | Hiena M/T: Kledi Bahiti                                      | Albanisch           | Hyäne                        |
| 5        | Eldis Arrnjeti  | —                     | Refuzoj M: Bujar Daci; T: Eldis Arrnjeti                     | Albanisch           | Ich lehne ab                 |
| 6        | Olimpia Smajlaj | —                     | Dua M: Genti Lako; T: Olimpia Smajlaj                        | Albanisch           | Ich liebe                    |
| 7        | Alban Ramosaj   | Gjergj Leka           | Theje M: Marko Polo; T: Alban Ramosaj                        | Albanisch           | Zerkleinern                  |
| 8        | Janex           | Pirro Çako            | Deluzional M/T: Janex                                        | Albanisch           | Krankhaft                    |
| 9        | Shega           | Gili                  | Një M/T: Giorgio Fusco                                       | Albanisch           | Einer                        |
| 10       | Kastro Zizo     | Justina Aliaj         | Kujë M/T: Kastro Zizo                                        | Albanisch           | Trauern                      |
| 11       | Urban Band      | Kozma Dushi           | Padrejtësi M/T: Urban Band                                   | Albanisch           | Ungerechtigkeit              |
| 12       | Endri & Stefi   | Myfarete Laze         | Triumfi i jetës M: Jetmir Barbullushi; T: Zhuliana Jorganxhi | Albanisch           | Der Triumpf des Lebens       |
| 13       | Mirud           | Afërdita Zonja        | Për dreq M: Kledi Bahiti; T: Mirud                           | Albanisch           | Verdammt                     |
| 14       | Ronela Hajati   | Sabri Fejzullahu      | Sekret M: Marko Polo; T: Ronela Hajati                       | Albanisch           | Geheimnis                    |
| 15       | Gjergj Kaçinari | Mihrije Braha         | Në ëndërr mbete ti M/T: Gjergj Kaçinari                      | Albanisch           | Du bleibst in Träumen        |
| 16       | Kelly           | Aleksandër Gjoka      | Meteor M/T: Kelly                                            | Albanisch           | Meteor                       |
| 17       | Sajmir Çili     | Luan Zhegu            | Nën maskë M: Sajmir Çili; T: Pandi Laço                      | Albanisch           | Unter der Maske              |

## Finale
Das Finale fand am 29. Dezember 2021 statt. 17 Interpreten nahmen daran teil. Die Interpreten durften entscheiden, ob sie ihr Lied auf Englisch  oder Albanisch singen. Ronela Hajati gewann mit ihrem Lied Sekret.
| Platz | Startnr. | Interpret       | Lied Musik (M) und Text (T)                                  | Sprache             | Übersetzung (inoffiziell)    |
| ----- | -------- | --------------- | ------------------------------------------------------------ | ------------------- | ---------------------------- |
| 1.    | 12       | Ronela Hajati   | Sekret M: Marko Polo; T: Ronela Hajati                       | Albanisch, Englisch | Geheimnis                    |
| 2.    | 15       | Alban Ramosaj   | Theje M: Marko Polo; T: Alban Ramosaj                        | Albanisch           | Brich es                     |
| 3.    | 16       | Eldis Arrnjeti  | Refuzoj M: Bujar Daci; T: Eldis Arrnjeti                     | Albanisch           | Ich lehne ab                 |
| 3.    | 17       | Rezarta Smaja   | E jemja nuse M/T: Shkodra Elektronike                        | Albanisch           | Die Braut von mir            |
| —     | 1        | Olimpia Smajlaj | Dua M: Genti Lako; T: Olimpia Smajlaj                        | Albanisch           | Ich liebe                    |
| —     | 2        | Denis Skura     | Pse nuk flet, mama? M/T: Petrit Sinameti                     | Albanisch, Englisch | Warum redest du nicht, Mama? |
| —     | 3        | Kelly           | Meteor M/T: Kelly                                            | Albanisch           | Meteor                       |
| —     | 4        | Sajmir Çili     | Nën maskë M: Sajmir Çili; T: Pandi Laço                      | Albanisch           | Unter der Maske              |
| —     | 5        | Ester Zahiri    | Hiena M/T: Kledi Bahiti                                      | Albanisch           | Hyäne                        |
| —     | 6        | Kastro Zizo     | Kujë M/T: Kastro Zizo                                        | Albanisch           | Trauern                      |
| —     | 7        | Urban Band      | Padrejtësi M/T: Urban Band                                   | Albanisch           | Ungerechtigkeit              |
| —     | 8        | Gjergj Kaçinari | Në ëndërr mbete ti M/T: Gjergj Kaçinari                      | Englisch            | Du bleibst in Träumen        |
| —     | 9        | Evi Reci        | Me duaj M: Flamur Shehu; T: Xhuljana Jorganxhi               | Albanisch           | Liebe mich                   |
| —     | 10       | Mirud           | Për dreq M: Kledi Bahiti; T: Mirud                           | Albanisch           | Verdammt                     |
| —     | 11       | Endri & Stefi   | Triumfi i jetës M: Jetmir Barbullushi; T: Zhuliana Jorganxhi | Albanisch           | Der Triumpf des Lebens       |
| —     | 13       | Shega           | Një M/T: Giorgio Fusco                                       | Albanisch           | Einer                        |
| —     | 14       | Janex           | Deluzional M/T: Janex                                        | Englisch            | Krankhaft                    |